# Primera fila: Gigi D'Alessio
Primera fila: Gigi D'Alessio es el vigésimo primer álbum y el tercero para el mercado extranjero de Gigi D'Alessio. Fue publicado el 16 de octubre de 2012 en México y el 30 de octubre de 2012 en Argentina, Chile, Colombia, Venezuela y España. Fue grabado en los Estudios Interlomas de la Ciudad de México. Contiene 14 canciones del cantautor en versión española, más una inédito "Contigo en la distancia", la cual es cantada en napolitano. Contó con la participación de Edith Márquez en "Mi corazón duele", Cristian Castro en "Abre tus brazos" y con Anna Tatangelo en "Un nuevo beso".
Hay otras canciones más famosas como "Cuanto amor", "No dejes de intentar", "Vida" y "Jamás le digas". El 18 de septiembre de 2012 fue lanzado el primer sencillo del álbum: "Abre tus brazos" a dúo con Cristian Castro. El disco en poco tiempo logró llegar a las primeras posiciones de las listas de éxitos de América Latina .

## Lista de canciones
| Standard edition |                                                   |              |          |  |
| N.º              | Título                                            | Escritor(es) | Duración |  |
| 1.               | «Cuanto amor»                                     |              | 4:53     |  |
| 2.               | «Crónicas de amores»                              |              | 3:53     |  |
| 3.               | «Ahora estoy muy bien»                            |              | 3:57     |  |
| 4.               | «Mi corazón duele» (con Edith Márquez)            |              | 4:27     |  |
| 5.               | «Nada»                                            |              | 3:57     |  |
| 6.               | «Abre tus brazos» (con Cristian Castro)           |              | 4:18     |  |
| 7.               | «Yo seré por ti»                                  |              | 3:42     |  |
| 8.               | «Un nuevo beso» (con Anna Tatangelo)              |              | 4:13     |  |
| 9.               | «Jamás le digas»                                  |              | 4:36     |  |
| 10.              | «Libres al final»                                 |              | 4:38     |  |
| 11.              | «Las manos»                                       |              | 3:45     |  |
| 12.              | «Vida»                                            |              | 3:40     |  |
| 13.              | «Te voglio bene ancora»                           |              | 4:01     |  |
| 14.              | «Contigo en la distancia (Versión en napolitano)» |              | 3:08     |  |
| 15.              | «No dejes de intentar»                            |              | 4:12     |  |